# Scipio Sighele
Scipio Sighele (* 24. Juni 1868 in Brescia; † 21. Oktober 1913 in Florenz) war ein italienischer Kriminologe, Anthropologe und Pionier der Massenpsychologie. Er lehrte an den Universitäten von Brüssel, Rom und Pisa.

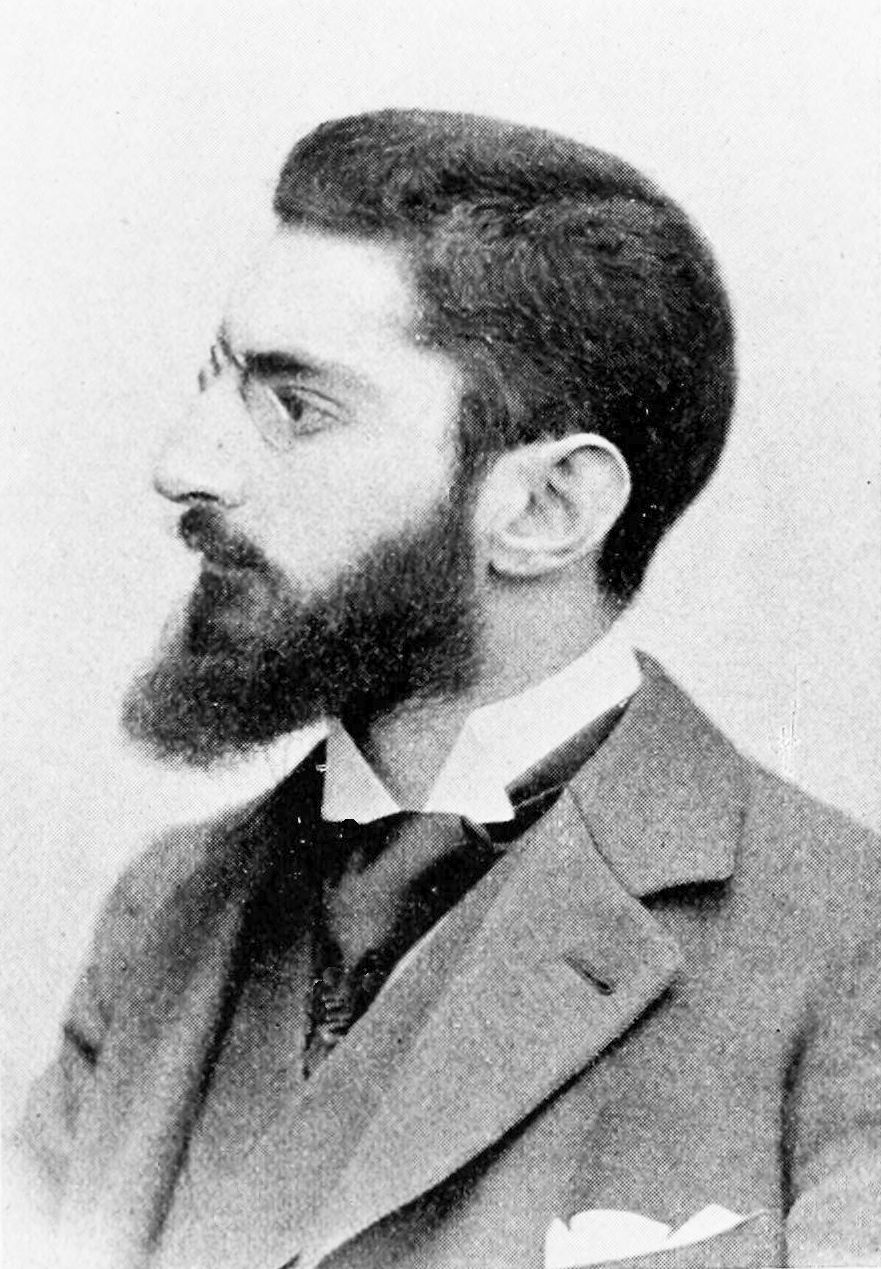
Scipio Sighele

## Leben
Scipio Sighele wurde in Brescia in eine Familie italienischer Juristen geboren. Sein Vater, ein Beamter, wurde in den Jahren nach der Einigung Italiens Königlicher Bevollmächtigter (procureur du roi) in Palermo.
Nach seiner Schulzeit studierte er zusammen mit Guglielmo Ferrero und Adolfo Zerboglio, beide später Anhänger von Cesare Lombroso, beim Kriminalisten Enrico Ferri Rechtswissenschaft. Seine Tesi di laurea widmete er dem Phänomen der Mitschuld.
Im Jahr 1891 veröffentlichte er in der Lombroso-Zeitschrift Archivio di Psichiatria zwei Artikel über die kriminelle Masse. Diese Artikel bildeten den Kern seines wenig später veröffentlichten Hauptwerkes La Folla delinquente, das internationale Verbreitung fand. Es wurde unter dem Titel La Foule criminelle ins Französische übersetzt. Die deutsche Übersetzung Psychologie des Auflaufs und der Massenverbrechen wurde 1897 von Hans Kurella besorgt. Das Werk beschreibt Phänomene der Massenbildung und der Ansteckung und es analysiert die Mechanismen, die in der Masse wirken.
Sighele beschrieb die kriminelle Neigung kollektiver Verbindungen. Gustave Le Bon wurde in seinen eigenen Arbeiten von diesen Ideen stark beeinflusst. Der nunmehr berühmte Sighele weitete seine Forschungen auf das Gebiet der Kollektivpsychologie aus. In Frankreich verwendeten Émile Zola, Émile Durkheim und Max Nordau seine Entdeckungen in den Gebieten der Literatur, Soziologie und Politik. Sighele veröffentlichte in Frankreich La Psychologie des Sectes (1895) und neue Ausgaben seines Opus maior La Foule Criminelle.
An der Wende vom 19. zum 20. Jahrhundert wurde er aktiver Kämpfer im Trentino, der Heimatregion seiner Eltern, die damals unter österreichischer Herrschaft stand. Sighele reduzierte seine soziologischen Arbeiten, um sich dem Journalismus und politischen Studien zu widmen. Seine letzten Arbeiten erstreckten sich auf die nationale Frage und den Irredentismus, dessen Theoretiker er war. Von den Österreichern wurde er 1912 wegen seiner Aktivitäten aus dem Trentino ausgewiesen. Er besaß eine Villa in Nago am Gardasee. Er starb 1913 in Florenz.

## Gedenktafel

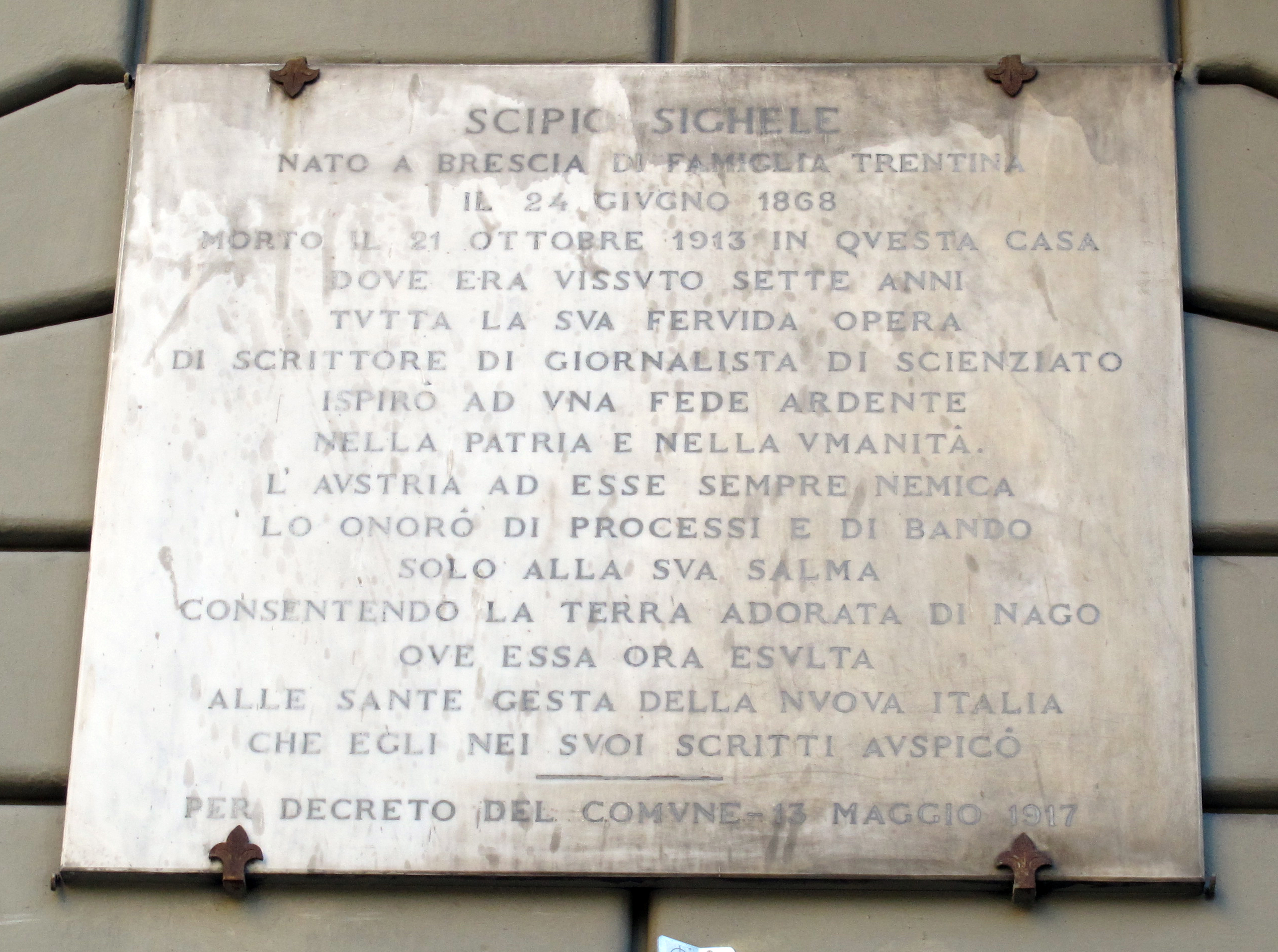
Gedenktafel in Florenz (Via Poggi 9)

Die Gedenktafel für Scipio Sighele in der Via Poggi 9 in Florenz hat die folgende Aufschrift (mit deutscher Übersetzung): 
| SCIPIO SIGHELE NATO A BRESCIA DI FAMIGLIA TRENTINA IL 24 GIUGNO 1868 MORTO IL 21 OTTOBRE 1913 IN QUESTA CASA DOVE ERA VISSUTO SETTE ANNI TUTTA LA SUA FERVIDA OPERA DI SCRITTORE DI GIORNALISTA DI SCIENZIATO ISPIRÒ AD UNA FEDE ARDENTE NELLA PATRIA E NELLA UMANITÀ. L'AUSTRIA AD ESSE SEMPRE NEMICA LO ONORÒ DI PROCESSI E DI BANDO SOLO ALLA SUA SALMA CONSENTENDO LA TERRA ADORATA DI NAGO OVE ESSA ORA ESULTA ALLE SANTE GESTA DELLA NUOVA ITALIA CHE EGLI NEI SUOI SCRITTI AUSPICÒ PER DECRETO DEL COMUNE - 13 MAGGIO 1917 | Scipio Sighele geboren in Brescia aus einer Trentiner Familie am 24. Juni 1868 gestorben am 21. Oktober 1913 in diesem Haus wo er sieben Jahre gelebt hatte sein ganzes begeistertes Werk als Schriftsteller, Journalist, Wissenschaftler inspirierte zu glühendem Glauben an das Vaterland und die Menschheit. Österreich, stets feindlich gesinnt ehrte ihn mit Prozessen und Verbannung nur seiner sterblichen Hülle wurde die verehrte Erde von Nago gewährt wo sie nun frohlockt über die heiligen Heldentaten des neuen Italiens die er in seinen Schriften voraussah Auf Beschluss der Gemeinde - 13. Mai 1917 |

## Zitate
"Et il n'y a pas d'ironie dans ce que j'écris; je pense que lorsqu'on adopte nos idées sans nous citer, c'est le genre d'éloge le moins suspect qui puisse nous être adressé." (Sighele über Le Bon, im Vorwort zu La foule criminelle, 1901)
"Ich glaube sagen zu dürfen, dass der wesentliche Inhalt der breiter angelegten Untersuchungen von Le Bon schon bei Sighele zu finden ist." (Hans Kurella im Vorwort zu seiner deutschen Übersetzung.)

## Schriften
- La folla delinquente: studio di psicologia collettiva. Torino etc.: Bocca 1891 (Biblioteca antropologico-giuridica. Ser. 2; Vol. 15)
- La Foule Criminelle. Paris 1892 (die 2. Aufl. aus dem Jahr 1901 wurde vollständig umgearbeitet) (Digitalisat; PDF-Datei; 2,5 MB)
- Le Crime à deux. Paris und Lyon: Storck et Masson 1893 (Bibliothèque de criminologie)
- Psychologie des Sectes, 1898 (auch Paris 1908) Digitalisat (1908), Bibliothèque Sociologique Internationale XIII
- Un pays de criminels-nés. Paris und Lyon: Storck et Masson 1896 (Bibliothèque de criminologie)
- La Delinquenza settaria. Mailand: Treves 1897
- Psychologie des Auflaufs und der Massenverbrechen. Autorisierte deutsche Übersetzung von Dr. Hans Kurella. Dresden und Leipzig: Verlag von Carl Reissner 1897 Digitalisat (Die deutsche Übersetzung beruht auf der 1. Auflage, die durch die vom Autor überarbeitete Pariser Ausgabe von 1901 als überholt gilt.)
- Letteratura e sociologia. Milano: Treves 1914